# Монсерратський монастир
Монсерра́тський монасти́р (ісп. Monasterio de Montserrat), або Монсерра́тський монасти́р Свято́ї Марі́ї (ісп. Monasterio de Santa María de Montserrat) — католицький бенедиктинський монастир в Іспанії, в каталонському муніципалітеті Муністрол-да-Монсаррат. Розташований на горі Монсеррат (720 м). Названий на честь Діви Марії. Збудований в ХІІ столітті на особливих скельних утвореннях із конгломерату. Центр вшанування так званої Монсерратської діви, чорної Діви Марії з дитям Ісусом. Духовний символ і релігійний центр Каталонії. 

## Назва
- Монсерра́тський монасти́р (ісп. Monasterio de Montserrat, кат. Monestir de Montserrat) — скорочена назва.
- Монсерра́тський монасти́р Свято́ї Марі́ї (ісп. Monasterio de Santa María de Montserrat, кат. Monestir de Santa Maria de Montserrat) — повна офіційна назва.
- Монсерра́тське аба́тство (ісп. Abadia de Santa María de Montserrat) — середньовічна назва.

## Опис
1808 року війська Наполеона I зруйнували оригінальні монастирські будівлі XII століття. Теперішній монастирський комплекс споруджений 1874 року.
Духовний символ і релігійний центр Каталонії, римо-католицький прочанський осередок світового значення — завдяки статуї «Чорної Діви Монсерратської», яку називають La Moreneta («смаглявка»). За переказом, її вирізьбив євангеліст Лука, а до Барселони привіз апостол Петро. Заховану від маврів, її нібито віднайшли в чудесний спосіб в одному з ґротів гірського масиву Монсеррат в IX столітті. Статуя є національною святинею Каталонії. На її честь іменем Монсеррат в Каталонії називають дівчат. Це ім'я носила, зокрема, відома співачка сопрано Монсеррат Кабальє.
У соборі щодня співає хор хлопчиків, які навчаються в монастирській музичній школі Escolania de Montserrat (заснована в XIII ст.), в монастирському музеї зберігаються твори Ель Греко, Пікассо та інших іспанських художників, а в монастирську бібліотеку, яка зберігає чимало унікальних видань, доступ відкрито лише науковцям із світовим іменем і лише чоловічої статі.
За часів франкістської диктатури в монастирі правили Службу Божу забороненою тоді каталонською мовою.
До монастиря через гірський природний парк ведуть чотири шляхи. Один із них провадить також до Санта-Кова («свята печера»), в якій, згідно з переказом, знайшли «Ла Моренету». 

## Транспорт
- Монсеррат (зубчаста залізниця)
- Санта-Кова (фунікулер)
- Сан-Джоан (фунікулер)

## Галерея

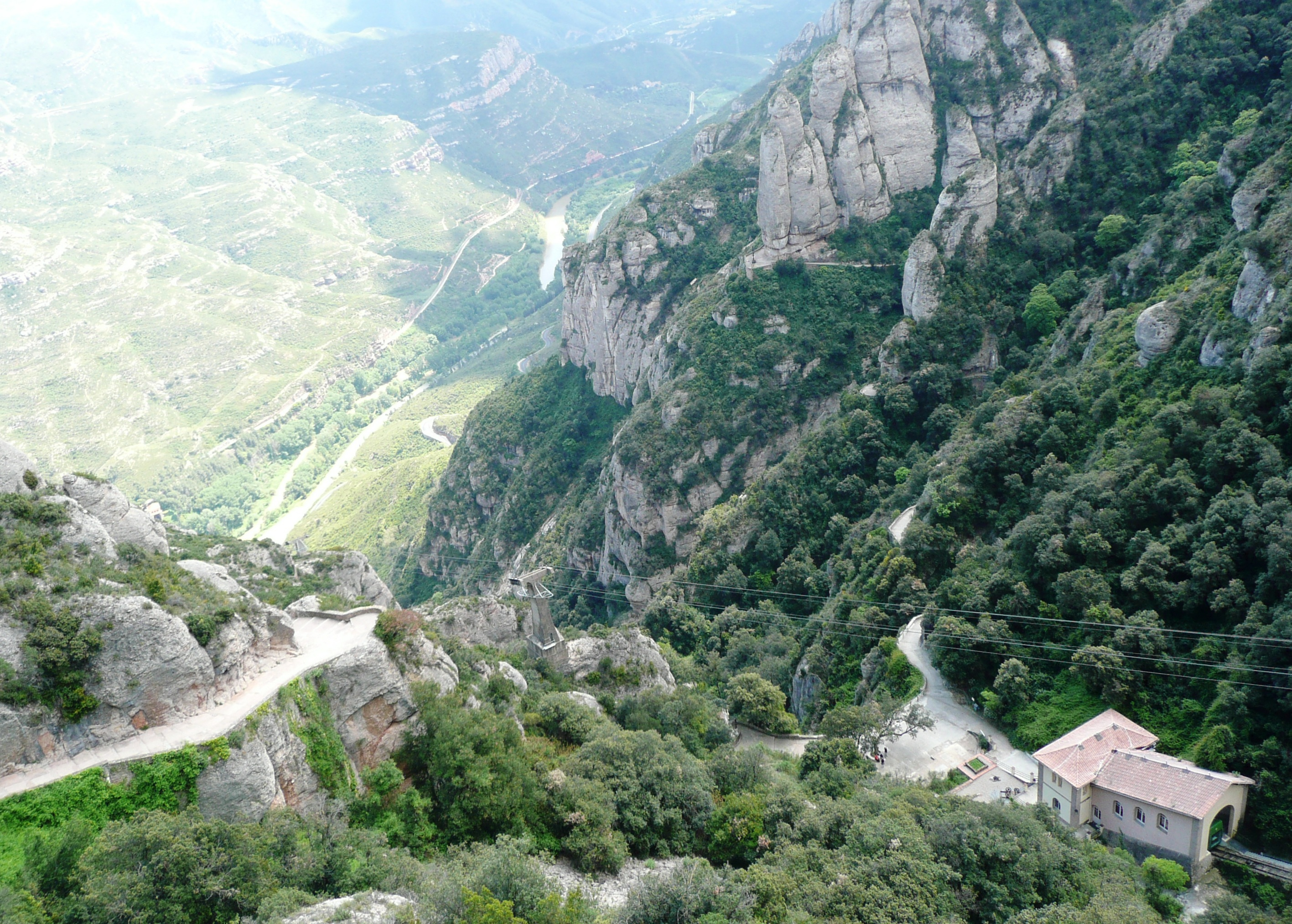
Вид з оглядового майданчика
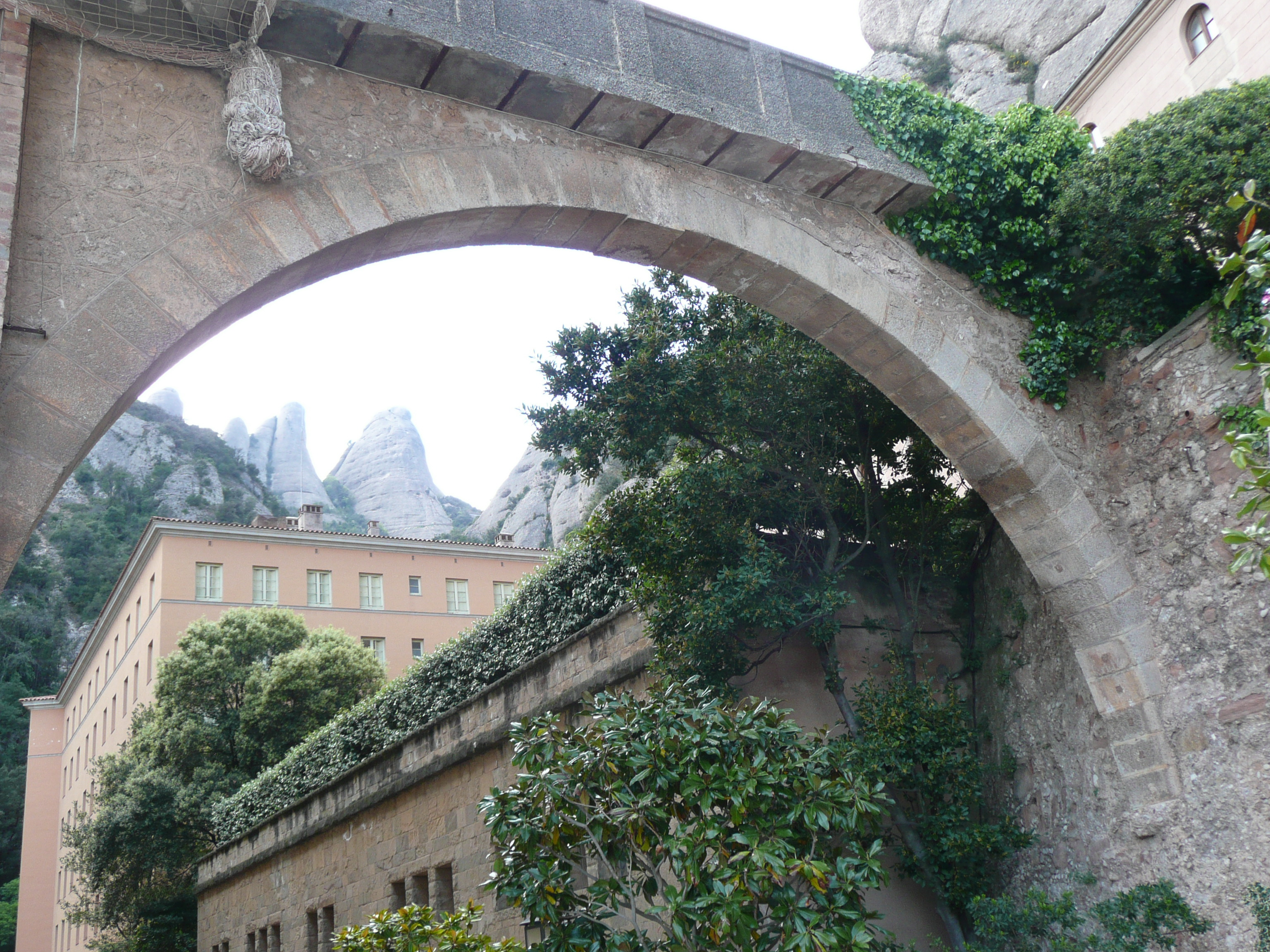
Будівля на території монастиря
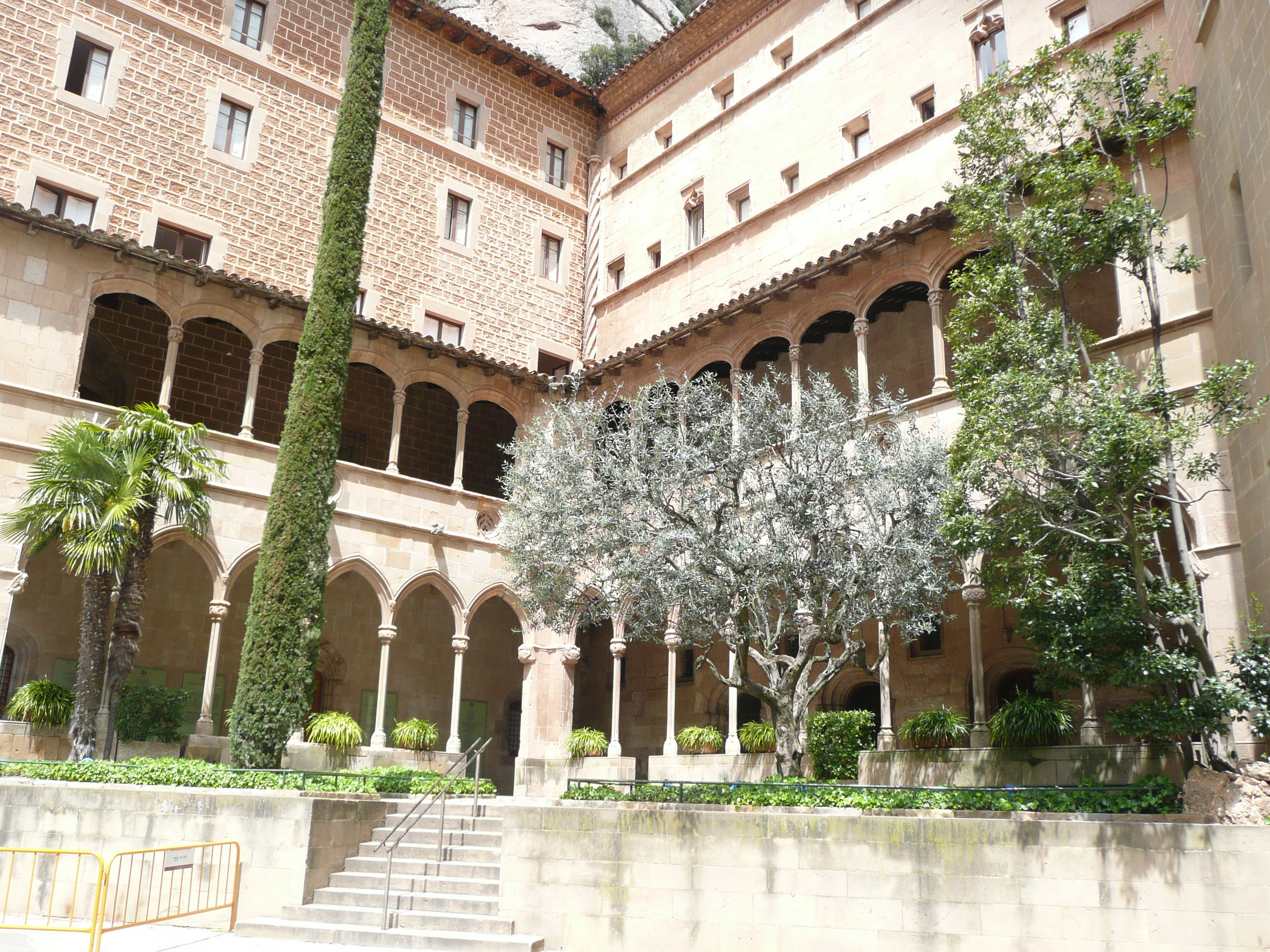
На площі Санта Марія
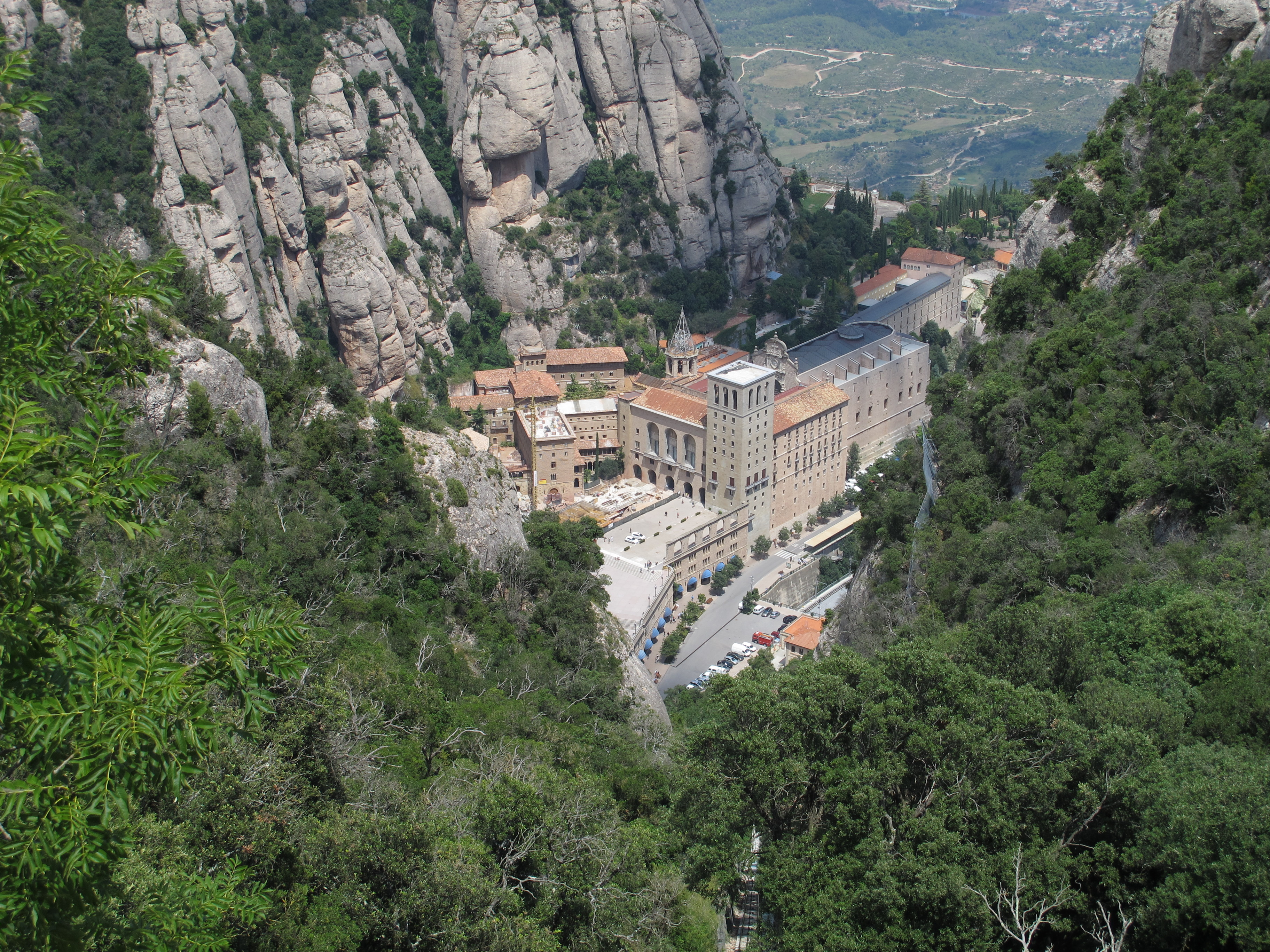
Вигляд з гори
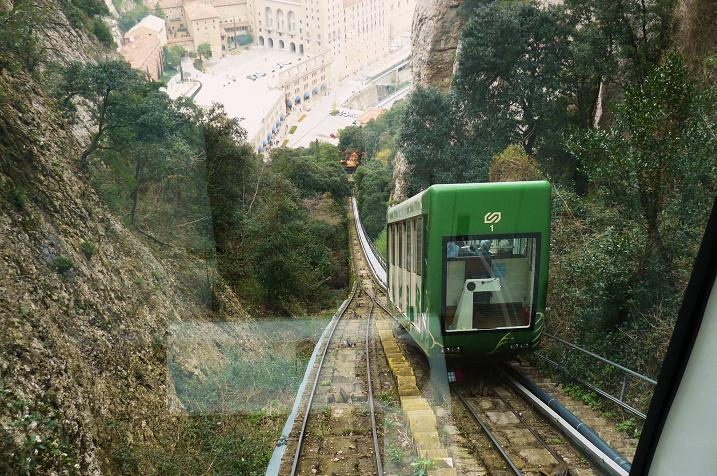
Фунікулер Сан Хуан
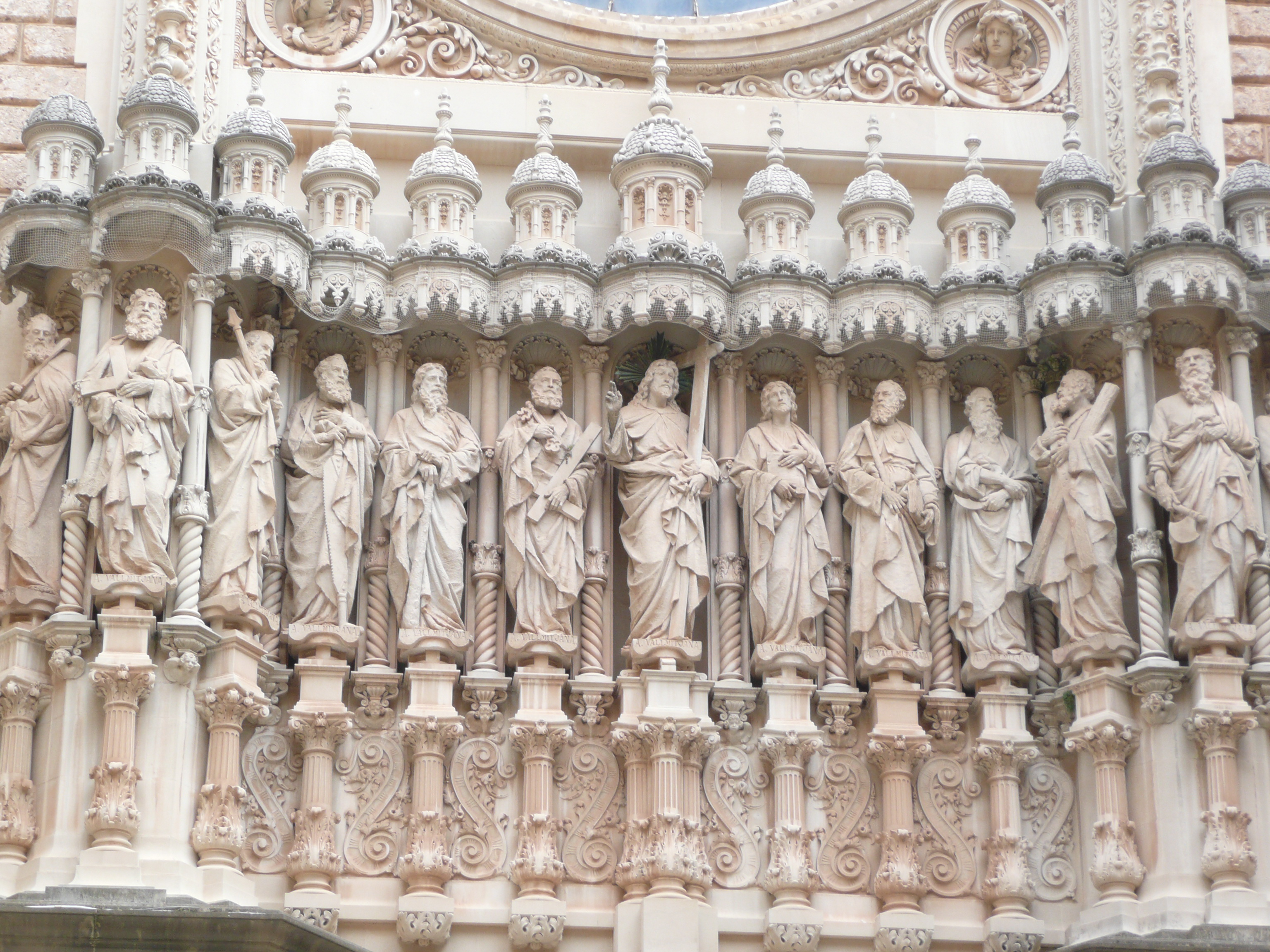
Фрагмент зовнішнього фасаду базиліки
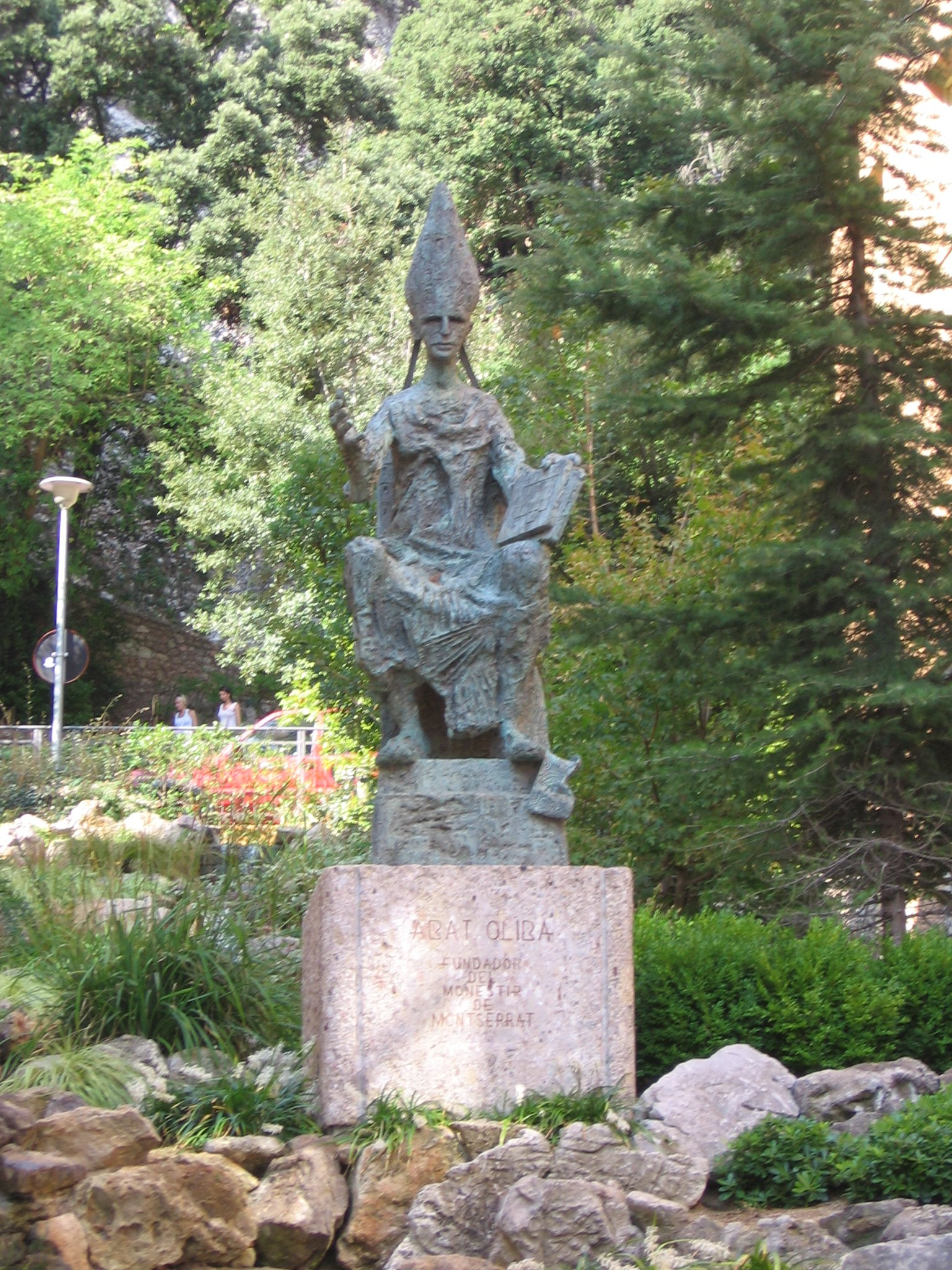
Засновник монастиря Абат Оліба
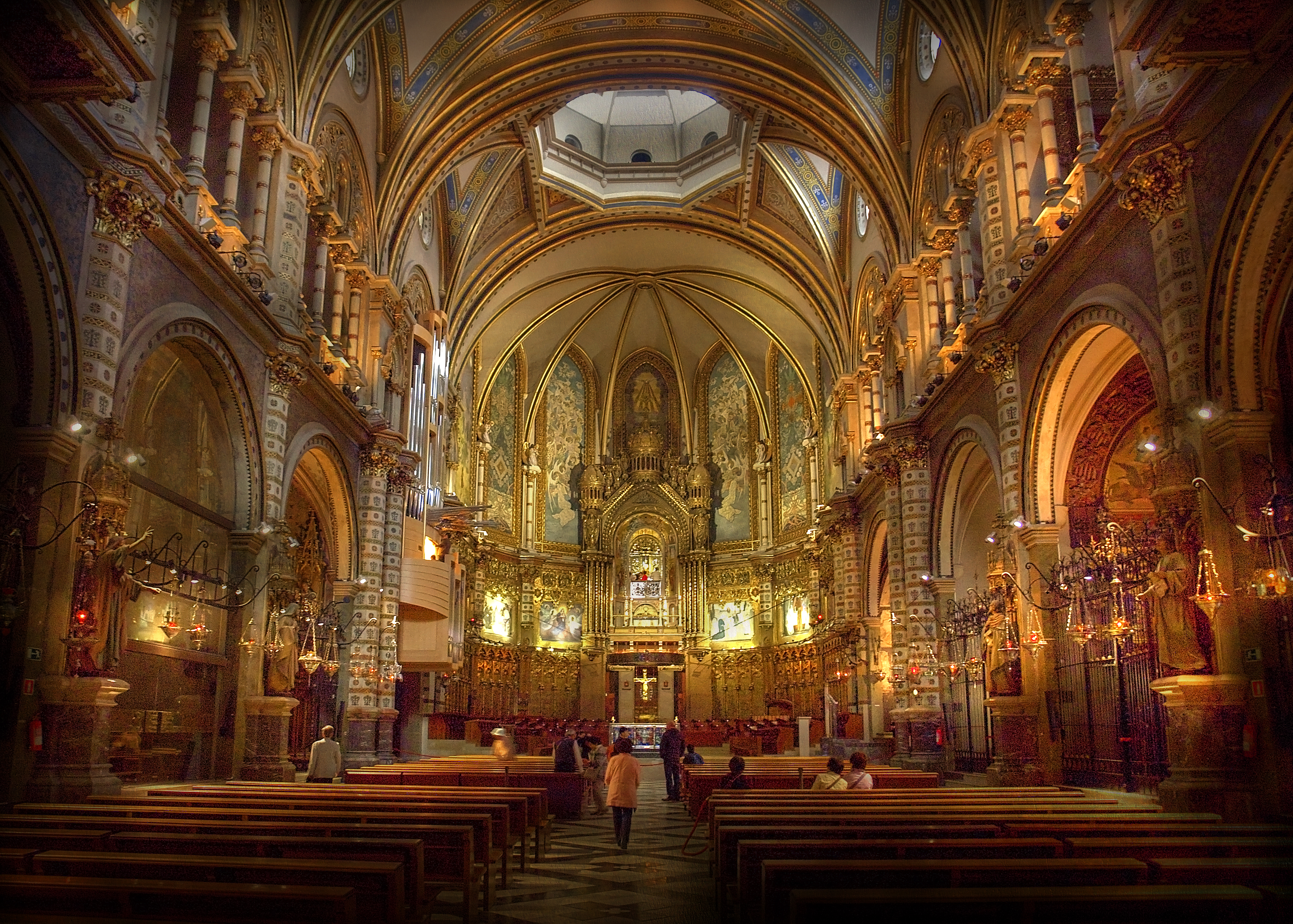
Внутрішній вигляд базиліки
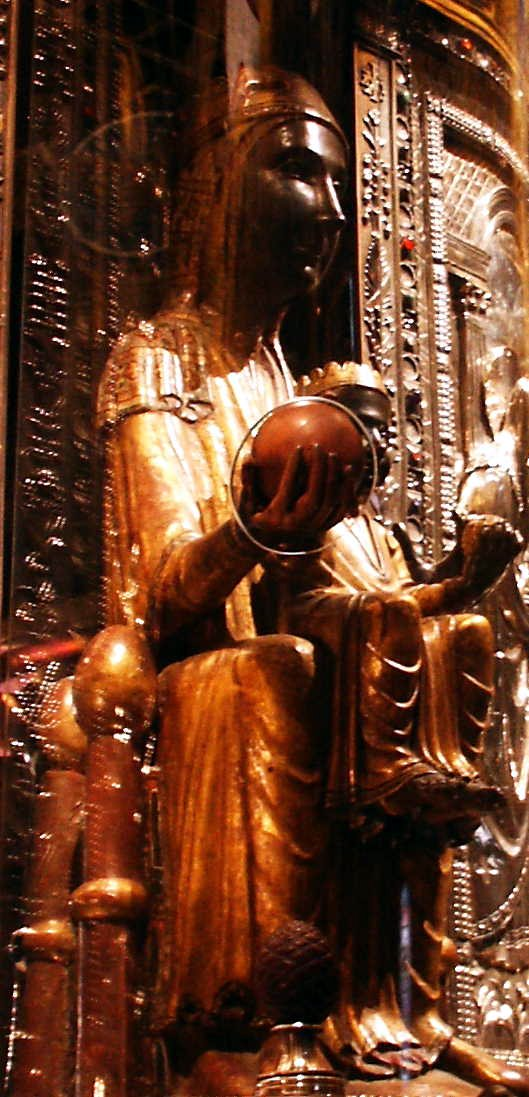
Чорна Мадонна
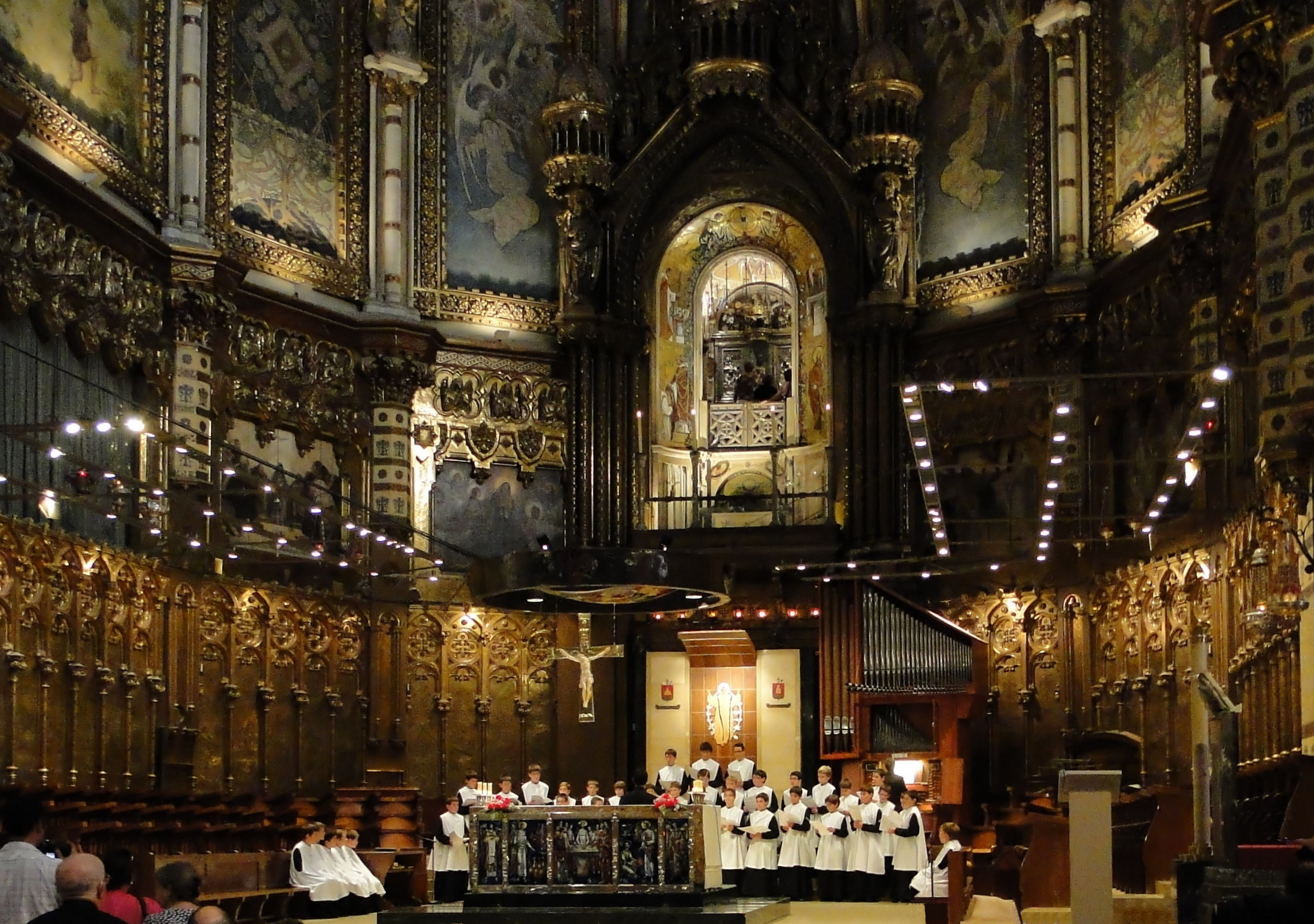
Співає хор хлопчиків